# Joeiria turcmana

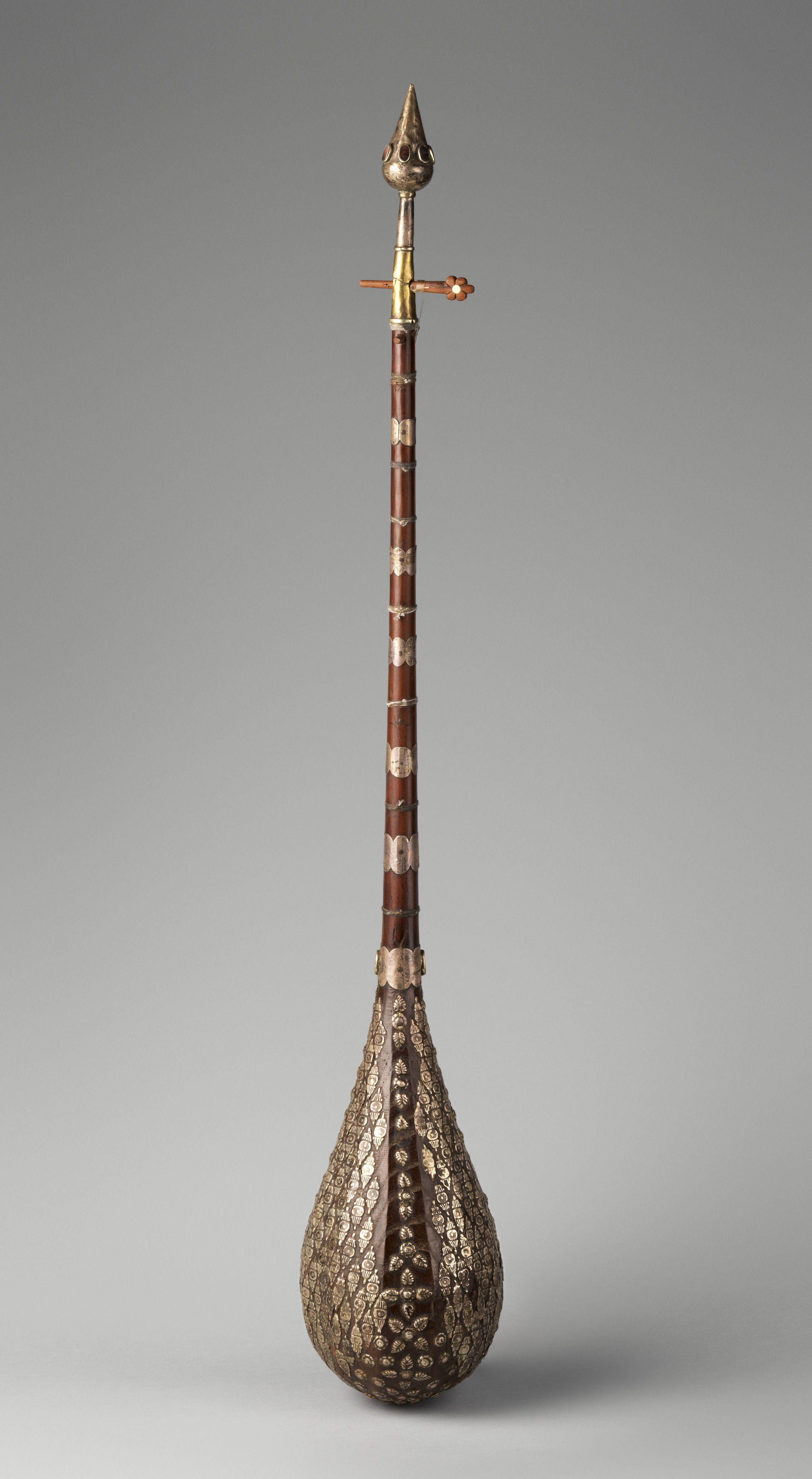
Un llaüt turcoman, daurat i decorat amb cornelines al Museu Metropolità d'Art

La joieria turcmana és un tipus de joieria originària de diverses cultures turcmanes de l'Àsia occidental i central. Aquestes joies van ser dissenyades per raons cosmètiques i espirituals i la quantitat de joies que usava una persona per adornar-se s'ha equiparat amb el rang d'aquesta mateixa persona en la societat.

## Història

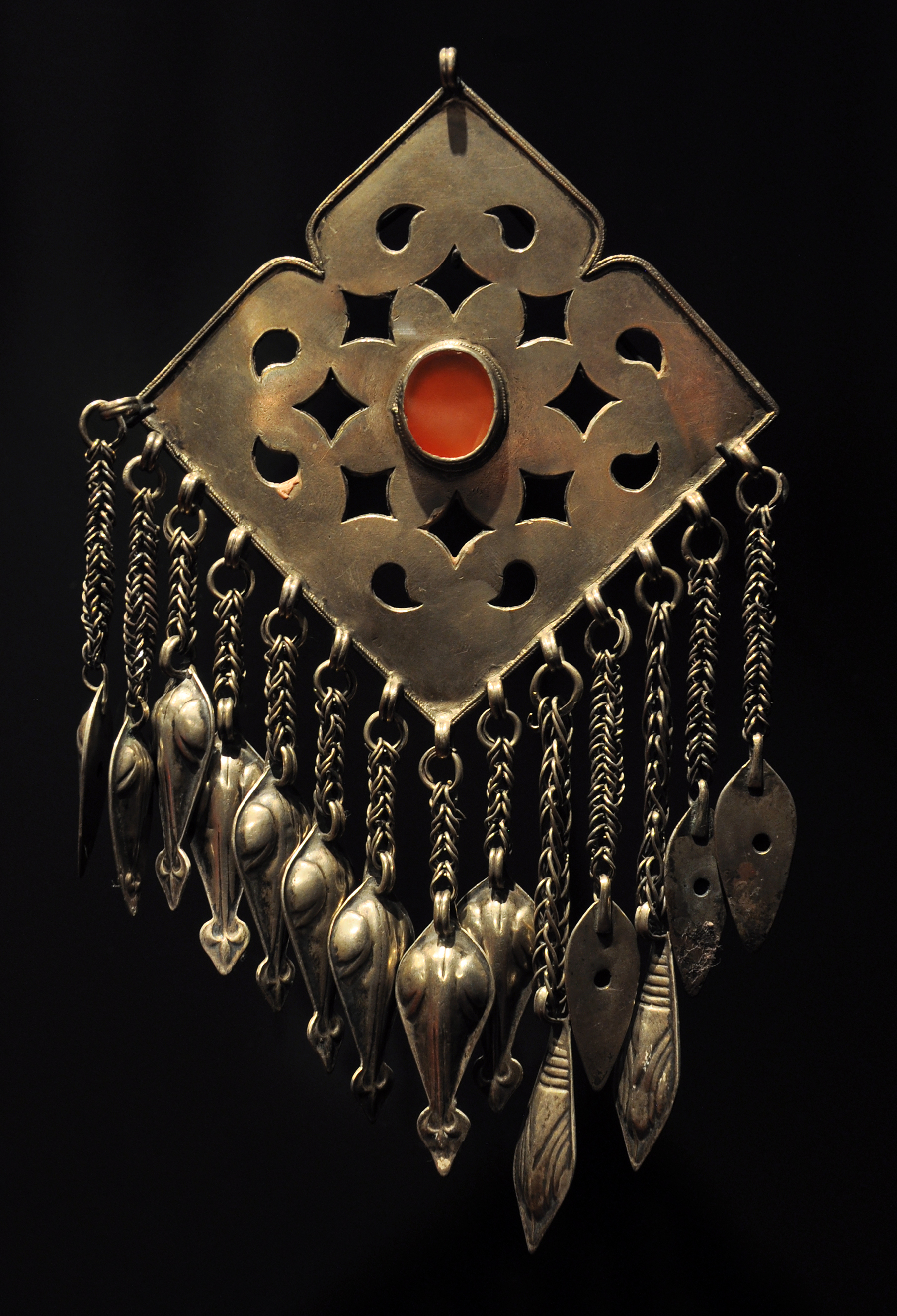
Joia turca femenina, en metalla i cornalina al musée du quai Branly.

Un poble seminòmada, les diverses tribus turcmanes sovint van entrar en contacte amb centres urbans a l'Orient Mitjà. Els joiers turcomans es van beneficiar d'aquests intercanvis, el que va permetre que el coneixement de l'elaboració de joies s'estengués a ells. La joieria turca no és homogènia, ja que van existir variacions importants entre els artesans de les diferents tribus turcmanes. El conjunt de plata amb pedres precioses es va convertir en la variant més àmpliament produïda dins de la joieria turcmana. La seva tradició sostenia que les pedres precioses eren beneficioses per a la salut humana, i moltes tribus creien fermament que les joies posseïen poders màgics. Els temes representats en la joieria van ser variats; algunes peces representaven animals i motius florals, mentre que d'altres mostraven imatges de muntanyes sagrades dels turcomans o models de decoració geomètrica. Se creu que diferents gemmes tenien diferents efectes en els seus usuaris. La cornalina i la plata s'usaven per protegir-se de la mort i la malaltia, mentre que la turquesa s'usava com un símbol de puresa.

## Rol social

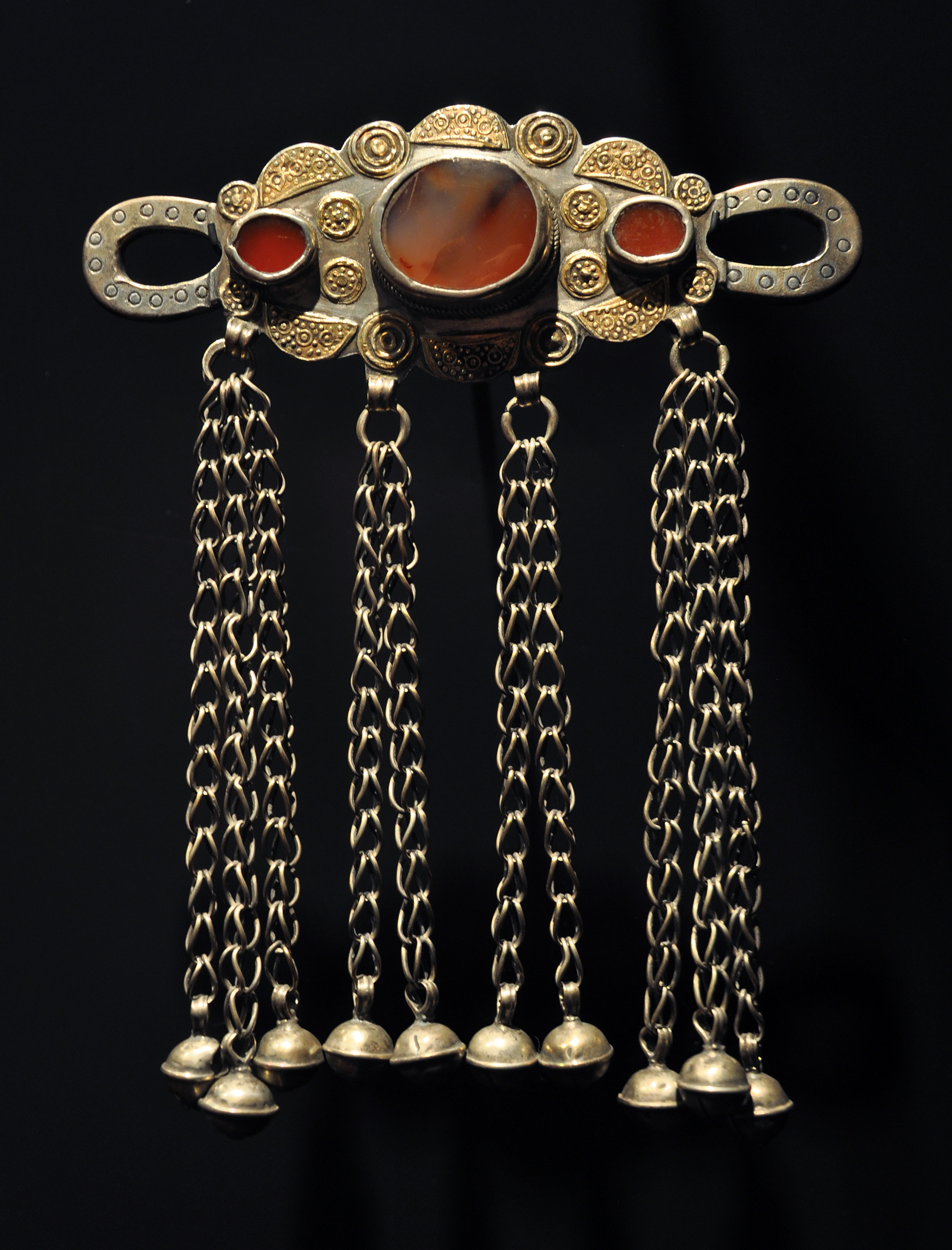
Joia femenina en plata, or y cornalina, al musée du quai Branly.

La joieria va ser utilitzada com una forma d'establir el rang en la societat turcmana. Segons la historiadora de l'art Layla Diba, la joieria turcmana va ser creada i utilitzada per tots els rangs de la societat turcmana, des de Kans fins aquells de «nivell de subsistència». Es creia que, en usar joies amb pedres precioses al principi de la seva vida, una dona jove podria augmentar la seva fertilitat. Després de donar a llum, una dona disminuiria lentament la quantitat de joies que usava a mesura que envellia. Els vestits també es van fer amb dissenys per complementar l'estil de les joies de l'usuari.
La indústria de la fabricació de joieria turcmana continua vigent avui. A causa del cost dels metalls preciosos i les pedres precioses, algunes joies substitueixen gemmes per grans de vidre.